# SMS Kaiser Max (1875)
O SMS Kaiser Max foi um navio ironclad operado pela Marinha Austro-Húngara e a primeira embarcação da Classe Kaiser Max, seguido pelo SMS Don Juan d'Austria e SMS Prinz Eugen. Sua construção começou em fevereiro de 1874 na Stabilimento Tecnico Triestino e foi lançado ao mar em dezembro de 1875, sendo comissionado em outubro do ano seguinte. Era equipado com um armamento principal de oito canhões de 209 milímetros montados em uma bateria central, tinha um deslocamento de três mil toneladas e alcançava uma velocidade máxima de doze nós.
O Kaiser Max teve uma carreira limitada, parcialmente porque os pequenos orçamentos navais do período impediram que mantivesse um serviço ativo regular. Fez algumas viagens internacionais e participou de alguns exercícios de treinamento nas décadas de 1880 e 1890. Foi tirado de serviço em 1904 por já estar obsoleto e convertido em um alojamento flutuante. Foi transferido para a Iugoslávia depois da Primeira Guerra Mundial como prêmio de guerra e renomeado para Tivat. Seu destino final é incerto, tendo ou sido desmontado em 1924 ou mantido até pelo menos 1941.

## Características

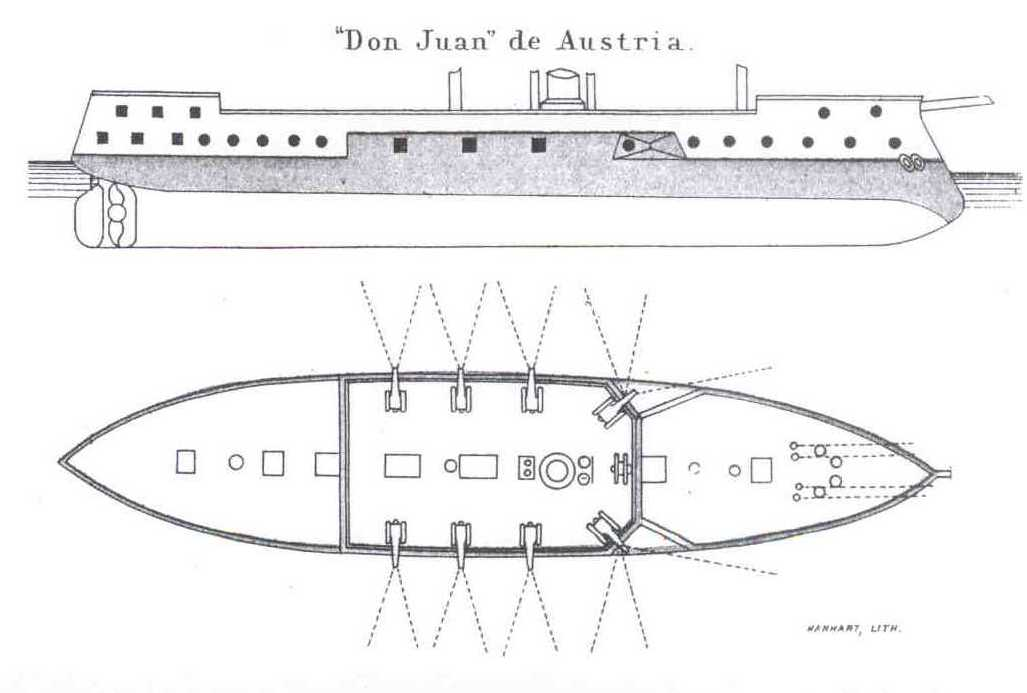
Desenho da Classe Kaiser Max

O Kaiser Max tinha 75,87 metros de comprimento de fora a fora, uma boca de 15,25 metros e um calado médio de 6,15 metros. Seu deslocamento era de 3 605 toneladas. Tinha um grande rostro na proa, como era costume para ironclads do período. Seu sistema de propulsão consistia em cinco caldeiras a carvão que alimentavam um motor a vapor horizontal de expansão única girando uma hélice. O sistema tinha uma potência indicada de 2 795 cavalos-vapor (2 055 quilowatts) para uma velocidade máxima de doze nós (22 quilômetros por hora). O navio também foi equipado com três mastros de vela baréquentina a fim de suplementar o motor a vapor. Sua tripulação era formada por quatrocentos a 440 oficiais e marinheiros.
O armamento principal do Kaiser Max consistia em oito canhões Krupp calibre 20 de 209 milímetros montados em uma bateria central, com quatro canhões em cada lateral. A bateria secundária tinha quatro canhões calibre 24 de 89 milímetros, dois canhões de desembarque calibre 15 de 70 milímetros, seis canhões calibre 35 de 47 milímetros, três canhões giratórios Hotchkiss de 47 milímetros e dois canhões de 25 milímetros. Por fim, também haviam quatro tubos de torpedo de 350 milímetros, uma na proa, um na popa e um em cada lateral. O cinturão principal de blindagem tinha uma espessura de 203 milímetros e a cidadela blindada era fechada em cada extremidade por anteparas transversais de 115 milímetros. A casamata da bateria principal era protegida por placas de blindagem de 125 milímetros.

## História
O batimento de quilha do Kaiser Max ocorreu em 14 de fevereiro de 1874 nos estaleiros da Stabilimento Tecnico Triestino em Trieste. O vice-almirante barão Friedrich von Pöck, o comandante da Marinha Austro-Húngara, tinha recorrido a um subterfúgio para contornar a oposição parlamentar sobre a construção de novos ironclads, pedindo dinheiro para a modernização do SMS Kaiser Max anterior mas na verdade desmontando-o. Apenas seus maquinários, placas de blindagem e alguns equipamentos foram reaproveitados para a construção do novo navio, que recebeu o mesmo nome do anterior para esconder a verdade. O novo Kaiser Max foi lançado ao mar em 28 de dezembro de 1875 e comissionado na frota austro-húngara em 26 de outubro de 1876. Iniciou seus testes marítimos em 8 de maio de 1877.
O governo dava pouca prioridade para atividades navais, principalmente na década de 1870. Consequentemente, a escassez de dinheiro impediu que uma frota ativa fosse mantida. Os ironclads ficaram fora de serviço na reserva em Pola, incluindo o Kaiser Max, com as únicas embarcações que tiveram algum serviço ativo no período sendo as mais antigas em viagens internacionais. As velas do navio foram reduzidas em 1880. Uma esquadra que tinha o Kaiser Max e os ironclads SMS Custoza, SMS Don Juan d'Austria, SMS Prinz Eugen e SMS Tegetthoff, mais os cruzadores torpedeiros SMS Panther e SMS Leopard, viajaram em 1888 para Barcelona, na Espanha, com o objetivo de participarem das cerimônias de abertura da Exposição Universal de Barcelona. Foi a maior esquadra que a Marinha Austro-Húngara operou fora do Mar Adriático. O Kaiser Max participou de exercícios de treinamento de frota em junho e julho de 1889 junto com o Custoza, Don Juan d'Austria, Prinz Eugen, Tegetthoff e SMS Erzherzog Albrecht.
O Kaiser Max participou das manobras de 1893 junto do Don Juan d'Austria, Prinz Eugen, SMS Kronprinz Erzherzog Rudolf e SMS Kronprinzessin Erzherzogin Stephanie, mais outras embarcações. Um novo programa de construção naval na virada do século forçou a Marinha Austro-Húngara a descartar navios obsoletos para reduzir o orçamento naval. Estes foram reduzidos para funções secundários. O Kaiser Max foi removido do registro naval em 30 de dezembro de 1904 e tirado de serviço. Foi convertido em um alojamento flutuante e designado em 1909 para a Baía de Cátaro a fim de servir o Arsenal Naval de Teodo, permanecendo no local até depois da Primeira Guerra Mundial.
A Áustria-Hungria foi derrotada na guerra e a embarcação entregue em 1920 para o Reino dos Sérvios, Croatas e Eslovenos. Foi renomeado para Tivat, mas seu destino depois de entrar no serviço iugoslavo é incerto. Os historiadores Erwin Sieche e Ferdinand Bilzer afirmaram que foi depois renomeado para Neretva e serviu até 1941, mas seu fim depois da invasão da Iugoslávia na Segunda Guerra Mundial é desconhecido. Já o historiador Milan Vego afirmou que o navio foi desmontado em 1924.